# Giovanni Battista Piranesi
Giovanni Battista Piranesi (4. listopada 1720., Mogliano kraj Mestra – 9. studenog 1778., Rim) je talijanski grafičar, arhitekt i arheolog; jedan od najvažnijih prethodnika neoklasične i romantičarske arhitekture; izrazito utjecajan bakropisac.

## Život i djelo
Giovanni Battista Piranesi je rođen u blizini Venecije gdje se i školovao, ali se 1740. god., obučivši se za arhitekta, preselio u Rim. Tu je projektirao crkvu Sta Maria del Priorato (1764. – 1765.) u duhu Palladijevog klasicizma (Paladijanizam), svoje jedino arhitektonsko djelo.
U grafici se pak zalaže za Rim u doba Antike, te je vrhunskom tehnikom crtao je i izrađivao grafičke listove s prizorima rimskih ruševina (Rimske starine, 1756.). Njima pokušava interpretirati cjelokupnu rimsku civilizaciju, te njezine etičke i simboličke vrijednosti. Piransesi je ustrajao u tvrdnji da grčku umjetnost, koju je njemački povjesničar umjetnosti Johann Winckleman nazvao idealom ljepote i savršenstva, rimska umjetnost nadmašuje sjajem i uzvišenošću. U prilog toj postavci napisao je polemiku po naslovom Razmišljanja o drevnom i suvremenom Rimu (objavljivana od 1745.), punu pjesničkih slika o talijanskim ruševinama i starinama, u inozemstvu, međutim, uspješno je pridonijela oblikovanju romantičarskog ideala o Rimu.
Također je radio grafičke listove baroknih spomenika (Vedute Rima) te nestvarnih arhitektonskih prostora (Tamnice, oko 1745.). Upravo su njegove Tamnice (Carceri d'invenzione) subjektivan prikaz fantastičnih i izmišljenih tamnica u kojemu oživljava svijet priviđenja i noćnih mora.
Radio je i iluzionističke kazališne inscenacije te nacrte za interijere i proizvode umjetničkog obrta.

## Vanjske poveznice
- Vedute di Roma "Rimske starine", digitalne slike visoke razlučivosti (Sveučilište Leyden)
- Carceri 14 digitalnih slika visoke razlučivosti iz serije "Tamnice" (Sveučilište Leyden)
- Giovanni Battista, Laura, Francesco i Pietro Piranesi Cjelokupna kolekcija grafika obitelji Piranesi (CD-ROM, ISBN 978-3-89739-376-9)